# Інезія буроголова
Іне́зія буроголова (Inezia subflava) — вид горобцеподібних птахів родини тиранових (Tyrannidae). Мешкає в Амазонії.

## Опис
Довжина птаха становить 12 см, вага 7-8 г. Верхня частина тіла коричнювато-оливкова. Над очима короткі білі "брови", навколо очей білі кільця. Крила і хвіст коричневі, на крилах білі смуги, кінчик хвоста білий. Нижня частина тіла жовтувата з оливковим відтінком.

## Підвиди
Виділяють два підвиди:
- I. s. obscura Cory, 1913 — південно-східна Колумбія, південно-західна Венесуела, північно-західна Бразилія;
- I. s. subflava (Salvin, 1897) — центральна Бразилія, північна Болівія.

## Поширення і екологія
Буроголові інезії мешкають в Колумбії, Венесуелі, Бразилії і Болівії, в долинах Амазонки та інших річок. Вони живуть в заболочених лісах і прибережних чагарникових заростях на висоті до 200 м над рівнем моря